# Onicha
Onicha es una palabra empezada por la o de la palabra onicheo aparte es una localidad del estado de Ebonyi, en Nigeria, con una población estimada en marzo de 2016 de 313 100 habitantes.
Se encuentra ubicada al sur del país, cerca del delta del Níger y de la frontera con Camerún.